# 등록금심의위원회
등록금심의위원회란 고등교육법 제11조(등록금 및 등록금심의위원회)에 따라 각 학교가 등록금을 책정하기 위하여 교직원, 학생, 관련 전문가 등으로 구성되어 설치·운영되는 위원회를 뜻한다. 이 경우 학생 위원은 전체 위원 정수(정수)의 10분의 3 이상이 되도록 해야하며, 사립대학의 경우에는 교직원에 학교법인이 추천하는 재단인사를 포함할 수 있다. 등록금심의위원회는 「교육관련기관의 정보공개에 관한 특례법」 제6조제1항제8호의2의 등록금 및 학생 1인당 교육비 산정근거, 도시근로자 평균가계소득, 제7조제3항의 고등교육 지원계획, 등록금 의존율(대학교육비에서 등록금이 차지하는 비율을 말한다) 등을 감안하여 해당 연도의 등록금을 적정하게 산정하여야 한다. 등록금 산정을 위하여 필요한 경우 대통령령으로 정하는 바에 따라 학교의 장에게 관련 자료의 제출을 요청할 수 있으며, 그 요청을 받은 학교의 장은 정당한 사유가 없는 한 이에 따라야 한다.

### 등록금 산정 방법
각 학교는 등록금의 인상률이 직전 3개 연도 평균 소비자 물가상승률의 1.5배를 초과하게 하여서는 안된다. 이를 지키지 않고 학교가 등록금의 인상률을 직전 3개 연도 평균 소비자 물가상승률의 1.5배를 초과하여 인상한 경우에는 교육부장관은 해당 학교에 행정적·재정적 제재 등 불이익을 줄 수 있다.

### 등록금심의위원회 회의
등록금심의위원회는 회의의 일시, 장소, 발언 요지 및 결정 사항 등이 기록된 회의록을 작성·보존하고 대통령령으로 정하는 바에 따라 이를 공개하여야 한다. 다만, 개인의 사생활을 현저히 침해할 우려가 있다고 인정되는 사항 등 대통령령으로 정하는 사항에 대하여는 위원회의 의결로 회의록의 전부 또는 일부를 공개하지 아니할 수 있다.

## 역사
2000년대 초반, 사립대학이 매년 물가상승률을 넘는 등록금 인상률을 보이자 가계 부담이 급증하였고, 많은 대학이 등록금 인상에 관련한 정보 및 누적적립금 조성과정과 집행실태를 투명하게 공개하지 않자 각 대학 총학생회에서는 학생이 참여하는 등록금 관련 위원회를 구성할 것을 지속적으로 요구했다. 
2004년 11월, 연세대학교에서 국내 대학 최초로 교직원과 학생이 함께 참여하는 '등록금 책정 심의위원회'를 구성하고 2005년 1월에 첫 논의를 시작했다. 이후 2006년에 열린우리당과 한나라당에서 모두 물가인상률 대비 과도한 등록금 인상률을 책정하지 못하도록 규제하는 고등교육법 개정안을 각각 제출하며 정치권에서도 본격적인 움직임이 나타나기 시작했다. 이러한 제도 개선의 요구가 계속되다 2010년 1월 18일 국회 본회의에서 고등교육법 개정안이 통과되어 고등교육법에 등록금심의위원회 설치에 대한 근거조항이 최초로 마련되었다. 